# Marrees
Marrees is een restaurant in Weert. De eetgelegenheid is in december 2018 geopend door Jan en Patricia Marrees. Het restaurant heeft sinds 2020 een Michelinster.

## Locatie
Het restaurant is gevestigd in het centrum van de Limburgse plaats Weert aan de Stadhuispassage. Gelegen op steenworp afstand van het treinstation. Het restaurant heeft grote raampartijen en een lichte uitstraling, het idee hierachter is een weerspiegeling van zee en land.

## Geschiedenis

### Opening
Chef-kok Jan Marrees werkte onder andere bij sterrenrestaurants De Leuf en de Swaen. Voor hij samen met zijn vrouw deze eetgelegenheid opende, waren zij het meest recent eigenaar van Bretelli, evenals gelegen in Weert. Dit restaurant was tot de sluiting vanwege een aflopend huurcontract in 2018, ook onderscheiden met een Michelinster.

### Erkenning
Twee jaar na de opening van de zaak, in januari 2020, is Marrees onderscheiden met een Michelinster van de Franse bandenfabrikant. De zaak werd in 2024 onderscheiden met 15,5 van de 20 punten in de GaultMillau-gids.